# Asara
Āsārā (persiska: آسارا) är en ort i Iran.   Den ligger i provinsen Alborz, i den norra delen av landet, 40 km nordväst om huvudstaden Teheran. Āsārā ligger 1 877 meter över havet och antalet invånare är 1 030.
Terrängen runt Āsārā är varierad. Āsārā ligger nere i en dal.Runt Āsārā är det mycket tätbefolkat, med 10 000 invånare per kvadratkilometer. Āsārā är det största samhället i trakten. Trakten runt Āsārā består i huvudsak av gräsmarker.